# Divinyls
Divinyls est un groupe de musique rock australien actif dans les années 1980 et 1990, puis à la fin des années 2000.
Le groupe est fondé en 1980 à Sydney par la chanteuse Chrissy Amphlett (1959-2013) et le guitariste Mark McEntee (1952-). Amphlett faisait sensation sur scène en se présentant habillée en uniforme scolaire et en bas résille et en affichant de l'agressivité envers les membres du groupe et le public grâce à un tube de néon lumineux. De cinq musiciens à l'origine, le groupe a subi de nombreux changements. Les fondateurs Amphlett et McEntee, sont toutefois restés membres jusqu'à la dissolution du groupe en 1996.
En mai 2001, dans le cadre des célébrations de son 75e anniversaire, l'Australasian Performing Right Association a nommé le single Science Fiction comme l'une des 30 meilleures chansons australiennes de tous les temps. Le groupe a été intronisé au Australian Recording Industry Association Hall of Fame en 2006. En conséquence, Amphlett et McEntee sont convenus de la création d'un nouveau single fin 2007 et à l'élaboration d'un nouvel album. Le groupe a joué quelques concerts en Australie entre fin de 2007 et début 2008.
Divinyls a sorti cinq albums : quatre placés dans le Top 10 des albums studio australiens, un (Divinyls) atteignant la 15e place aux États-Unis. Leur single plus vendu est I Touch Myself (1991) classé n°1 en Australie, n°4 États-Unis et n°10 au Royaume-Uni.
En décembre 2018, McEntee a annoncé qu'il reformerait les Divinyl pour une tournée australienne au début de 2019, avec Lauren Ruth Ward remplaçant Amphlett.
Le 6 février 2019, la tournée a été annulée.

## Membres
- Chrissy Amphlett (1980–1997, 2006–2009) : chant
- Mark McEntee (1980–1997, 2006–2009) : guitare
- Bjarne Ohlin (1980–1986) : clavier, guitare, voix
- Jeremy Paul (1980–1982) : basse
- Richard Harvey (1981-1985) : batterie
- Ken Firth (1982) : basse
- Rick Grossman (1982–1987) : basse
- J. J. Harris (1985–1986) : batterie
- Frank Infante (1987) : guitare
- Tom Caine (1987) : batterie
- Kenny Lyon (1987) : clavier
- Matthew Hughes (1987–1988) : clavier, basse
- Warren McLean (1988) : batterie
- Tim Millikan (1988) : basse
- Roger Mason (1988–1989, 1990) : clavier
- Tim Powles (1989) : batterie
- Charley Drayton (1990–1997, 2006–2009) : batterie, percussion
- Benmont Tench (1990–1991) : clavier
- Randy Jackson (1990) : basse, guitare
- Lee Borkman (1991) : clavier, guitare
- Jim Hilbun (1991) : basse, guitare
- Mark Meyer (1991) : batterie
- Charlie Owen (1991, 2006–2009) : guitare
- Jerome Smith (1991, 2006–2009) : basse
- Clayton Doley (2007–2009) : clavier
- Lauren Ruth Ward (2018–2019) : chant

## Discographie

### Albums studio
- 1982 - Desperate
- 1982 - Music From Monkey Grip (EP)
- 1985 - What a Life!
- 1988 - Temperamental
- 1990 - Divinyls
- 1996 - Underworld

### Compilations / Rééditions
- 1993 - The Collection
- 2006 - Greatest Hits
- 2020 - Desperate (Réédition remastérisée avec l'album original + 6 titres bonus)